# New Europe
Cet article concerne un journal. Pour le voilier du même nom, voir Aviva (IMOCA).
New Europe est un  journal hebdomadaire publié en anglais qui a été fondé en 1993.
Son siège social est basé à Bruxelles en Belgique.
Le journal relate l'actualité des institutions de l'Union européenne : la Commission européenne, le Parlement européen et le Conseil de l'Union européenne. Le journal est à la disposition des institutions de l'Union européenne, gratuitement, et peut être acheté par abonnement ou en vente directe à partir d'un nombre limité de kiosques à journaux de Bruxelles ou d'Allemagne, s'adaptant à son lectorat très spécialisé. L'édition papier du journal peut également être trouvées dans des hôtels et des universités en Belgique.

## Présentation

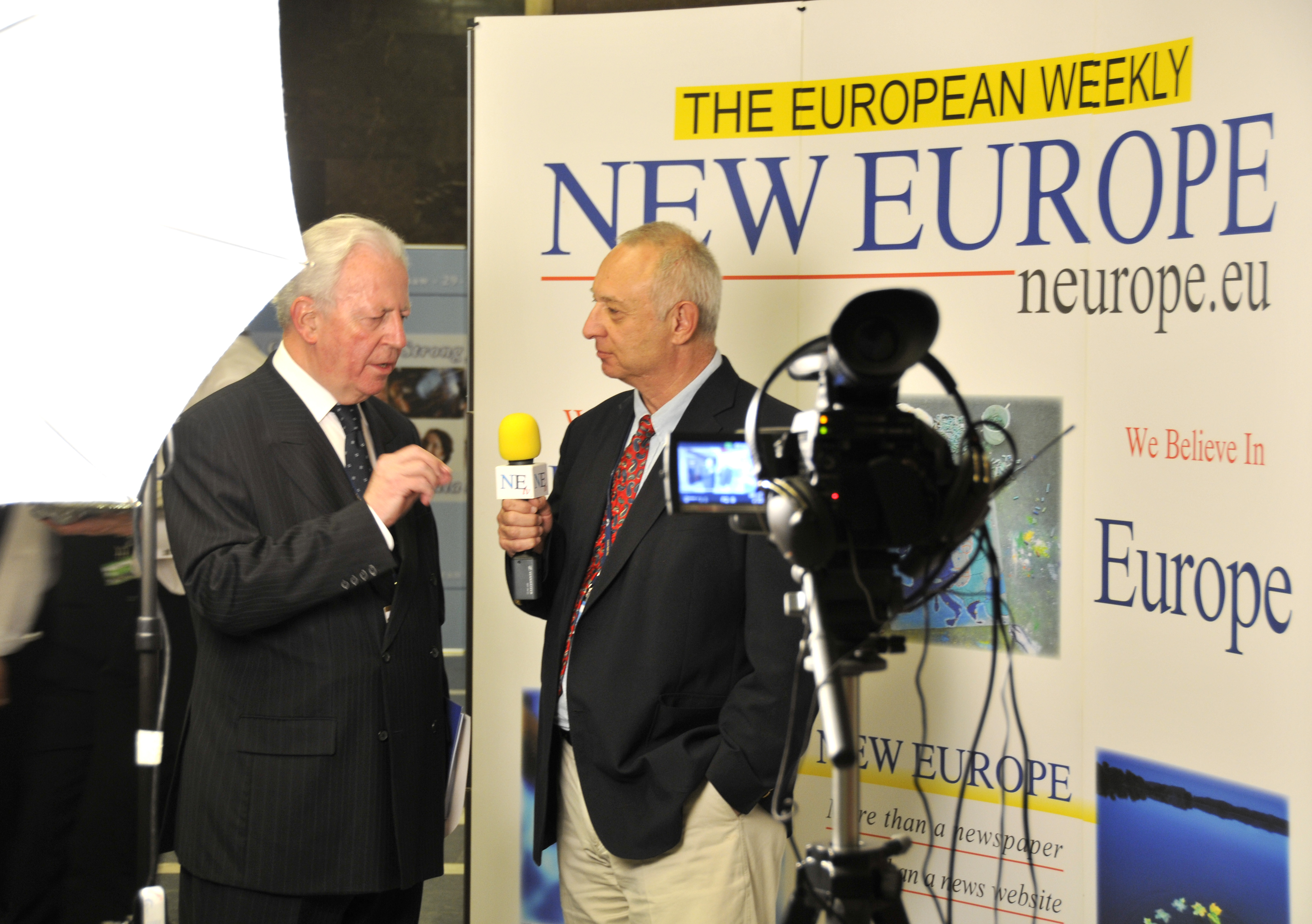
L'ancien chef de la rédaction de New Europe interviewant l'ancien Président de la Commission Européenne Jacques Santer au cours du congrès du Parti Populaire Européen de Varsovie en avril 2009.

New Europe conserve une lecture et un point de vue indépendants sur les affaires de l'Union européenne, affirmant n'avoir aucune affiliation politique. La majorité des articles du journal relate l'actualité quotidienne de l'Union Européenne, de l'élaboration des politiques, aux relations extérieures de l'UE avec d'autres acteurs. Il y a aussi un éditorial et des articles d'opinion. Publiée chaque semaine, l'édition papier fait entre 24 et 48 pages et est tirée, selon le journal à 66 000 exemplaires.
Le journal a également une section intitulée Kassandra laquelle expose les cas de mauvaise administration et de malversations autour de l'Europe, mais principalement dans les institutions de l'UE. Kassandra se trouve sur la dernière page de l'édition imprimée et sur la version en ligne du journal.
La version web comprend des interviews vidéo, des articles et des commentaires parfois plus long et plus large que la version papier et couvrant un espace géographique plus large que les articles d'opinion dans le journal. Des diaporamas de photos, et des vidéos sont également mis en ligne.
New Europe publie chaque année un rapport intitulé Notre Monde (Our World) depuis l'édition de 2012. L'édition 2016 a fait intervenir quatre-vingt personnalités qui ont commenté et partagé leur vision de l'année à venir. Parmi ces personnalités il y avait entre autres : Jean-Claude Juncker, Thorbjørn Jagland, Dimitris Avramopoulos, Frank-Walter Steinmeier, Benigno S. Aquino III, Joseph Daul, Corina Crețu, Manfred Weber, Gianni Pittella, Christine Lagarde...